# フィル・ハワード
フィル・ハワード（Phil Howard）は、オーストラリアのジャズ・ドラマーであり、ジャズ・ロック・グループのソフト・マシーンへの短期間の参加で知られている。ハワードは、1969年に母国オーストラリアからロンドンに渡り、サックス奏者のクライヴ・スティーヴンス率いるバンド、カパリウス (Caparius)に、ギタリストのピーター・マーティン、ベーシストのネヴィル・ホワイトヘッドとともに加わった。1971年のバンドの最終ラインナップでは、マーティンが後にアイソトープのギタリストにしてリーダーとなるゲイリー・ボイルに、ピアニストがデイヴ・マクレエに交代していた。
ハワードは、1971年8月にロバート・ワイアットが脱退を申し出たことで、ポテンシャルのある代役のオーディションが行われたときに、ソフト・マシーンに初めて注目された。その時は結局、ワイアットは考えを改めて復帰したが、ソフト・マシーンのサックス奏者であるエルトン・ディーンが、別に率いていたジャスト・アスというグループのリズム・セクションとして、ハワードと仲間のキャパリアン・ホワイトヘッドを引き入れた。2人ともディーンの名を冠した1971年のソロ・アルバムでフィーチャーされ、この期間中にキース・ティペット・グループのメンバーも務めた。1971年3月のソフト・マシーンによるライブのラジオ・セッションでは、ディーンのグループも参加し、ハワードがワイアットと一緒にドラムを演奏して両グループ1つとなりソフト・マシーンの音楽を強化した。1971年8月に、ワイアットは脱退。グループの他のメンバーはニュークリアスのドラマーであったジョン・マーシャルを交代メンバーとして念頭に置いていた（しかし、マーシャルはジャック・ブルースのバンドに加入したばかりだった）が、ディーンの主張によってハワードがドラフトされた。ハワードはその秋にイギリスとヨーロッパのツアーでバンドと演奏したが、1971年12月にアルバム『5』の片面を録音した後に解雇された。マイク・ラトリッジとヒュー・ホッパーが、バンドがフリーフォームになりすぎていると考えたためだという。
ハワードは、現在、ジャスト・アスと命名されているディーンのグループにもう1年残っていたが、1972年以降、彼の痕跡はそこで途絶えた。典型的なカンタベリー・シーンの組み換えとして、1975年後半、フランスのジャズ・フェスティバルに、1回限りのロル・コックスヒルとリチャード・シンクレアが率いるクインテットとして、デイヴ・マクレエ、元イースト・オブ・エデンのヴァイオリニストであったデイヴ・アーバスと一緒に参加したという興味深い事例が1つ存在している。1970年代後半のアルバム『5』再発盤のライナーノーツには「彼が最終的に北海油田の掘削に取り組んでいると聞いたことがあるものの、元音楽仲間の誰も彼の居場所を知らない」とある。